# 石井修三
石井 修三（いしい しゅうぞう、文政12年（1829年） - 安政4年9月29日（1857年11月15日））は、幕末期の幕臣、蘭学者、長崎海軍伝習所第一期伝習生。諱、信恕。幼名・江川修三、別名・習斉、周斉、周蔵など。写真、肖像画等は一切残っていない。　

## 経歴
- 伊豆韮山四日町北条、漢方五香家、江川家に生まれる。
  - 父石井右仲は韮山代官所出仕の漢方医であったが修三が幼少時に亡くなる。　
  - 韮山代官所家臣塾にて教育を受ける。
  - 代官所出仕につき父子共石井姓を名乗る。

- 1847年（弘化4年）、江川坦庵推挙により江戸蘭学塾坪井信道の日習堂に学ぶ。19歳。
  - 日習堂名簿では「習斉」。この頃より諱を「信恕」とする。信は坪井信道、恕は江川坦庵による。

- 1849年（嘉永2年）、日習堂終了後、韮山代官所蘭所翻訳方として江戸屋敷に出仕し多くの蘭書を翻訳する。最初の翻訳書として和蘭国製鉄論が存在するが、当時の西洋知識は未熟であり、誤訳が多かった。
  - 矢田部郷雲、中浜万次郎、鈴藤勇次郎等と共に過ごす。当時、中浜万次郎とともに英和辞典の作成を目指すが未完に終わる。もし、この英和辞書が完成していたら日本最初の英和辞書となっていた。
  - 台場築城に参画。
  - 韮山代官所手代、幕府大小砲習練所御鉄砲方付手代教授方となる。

- 1855年（安政2年）、ロシア軍艦ディアナ号沈没につき代船ヘダ号建造のため戸田仮奉行所に出仕し、洋式船ヘダ号の建造に従事する。
  - 江川坦庵臨終に立ち会い「江川坦庵公臨終の記」を残す。　
  - 長崎海軍伝習所第一期伝習生として長崎に留学、造船を学ぶ。

- 1857年（安政4年）、長崎海軍伝習所終了。日本最初の海軍士官に任官。
  - 江戸築地軍艦操練所の教授方に任官。

- 教授方に任官6か月後の1857年（安政4年）9月29日、芝新銭座江川屋敷前にて攘夷派による襲撃を受け[1]遭難死。
  - 戒名は求法院欣入日淨信士。　
  - 没後は徳川幕府世襲の伊豆韮山代官江川家一族の眠る菩提寺本立寺に墓石あり、先祖は江川一族と考えられる。

## 功績
- 歩兵運動軌範全4編8巻を全訳。長崎海軍伝習所オランダ洋式調練は全てオランダ語で行われたが、その内容は既に石井によって留学前にこの書物によって翻訳されている。
- 幕府江戸縄武館蔵版印刷。江戸蔵版本は幕府大小砲習練場の他全国雄藩で使用された。
- 長州藩長門教練場蔵版印刷。長州蔵版本は長州藩校博習堂、奇兵隊、官軍、学校教育に使用され、今日も尚それらの内容は学校教育、スポーツ指導に使用されている。
- 全国各所に分散し残っていた翻訳書（コピー）4編8巻は全巻伊豆の国市立中央図書館に預託保存されている。
- 号令用語
  - 基本教練における「気を付け」「休め」「廻れ右」「前へ進め」「全体　止まれ」「右へ倣え」等の号令言葉は石井の翻訳語であり、軍艦操練所で創作された「ヨーソロー」等の船舶号令も多くは石井の翻訳号令に基いている。（勝海舟陸軍史）
- 学校教育
  - スポーツ指導に号令用語だけではなく、走る、駆ける、跳ぶ等、体育、スポーツの基本行動とその指導法も正確に説明されている。（第4編　散兵教練）
- 軍楽隊調連
  - 軍楽隊調連についての記述、長崎海軍伝習所では太鼓を用いて海兵隊の軍楽隊調連を指導している（第1編　生兵教練）。これらは後の官軍行進曲、及び農兵節の源流となっている。

## 翻訳本
- 反射炉関連　和蘭国製鉄論　和蘭国製鉄炉法（矢田部卿運と共訳著）
- 台場関連　スチール台場書　エンゲルベルツ築城書（共訳著）
- 洋式教練書　歩兵運動軌範4編8巻　生兵教練、小隊教練、大隊教練、散兵教練　付録散兵略解・合図鼓譜

## 漢詩
韮山代官江川家では家臣の子弟を幼年期から代官所に出仕させ国学剣術等の基礎教育や狩猟に同行し銃操調連を実施している。
石井修三は歌詠みの環境に育ち、蘭学のみならず漢詩にもすぐれた能力を発揮している。
（意味）
思いがけず事が成る。
飛びめぐる鳥のように落ち着いて宿る樹もない私に、思ってもみなかったことに南風のような暖かいお殿様の恩恵を受けることができた。
西洋人が日本に攻め来る日には、力の限り努力し私の僅かな功をもって恩返ししようと思う。
（意味）
蘭学を研究して二十九年、図(はか)らずも病を得てしまった。
今この世を去るにあたって、親に恩返しは出来なかったけれども何時か世に酬いようと決心している。

## 参考資料
- 相原修『蘭学者・石井修三の生涯 - 西洋を学び明治を先覚した偉才』羽衣出版、静岡、2005年。ISBN 4-938138-58-1。 NCID BA75983842。

1. ↑  "江川家のこと　～旧韮山町（伊豆の国市）". 瑛江泉斗. 5 October 2012. 2023年1月6日閲覧。